# Ptychopseustis fuscivenalis
Ptychopseustis fuscivenalis is een vlinder van de familie van de grasmotten (Crambidae), uit de onderfamilie van de Glaphyriinae. De wetenschappelijke naam van deze soort is voor het eerst voorgesteld als Platytes fuscivenalis door George Francis Hampson in een publicatie uit 1896.
De soort komt voor in Sri Lanka.